# Amíntor
Segons la mitologia grega, Amíntor (en grec antic: Ἀμύντορ) va ser un rei dels dòlops.
Es va casar amb Cleobula (o Hipodàmia, o Alcímede) i va ser pare de Fènix, rei d'Eleó, a Beòcia i d'Astidamia. Tenia una concubina anomenada Clícia o també Ftia, i la seva esposa, gelosa, va demanar a Fènix que la seduís. Assabentat d'això, Amíntor va cegar al seu fill. Una altra tradició diu que Ftia, la concubina, havia intentat seduir el jove, i al no aconseguir-ho el va calumniar i Amíntor el va cegar. Fènix es va refugiar a la casa de Peleu, que el va acompanyar a veure al centaure Quiró i aquest li va tornar la vista. Peleu li va encomanar al seu fill Aquil·les i el va fer rei dels dòlops.
Amíntor va voler impedir que Hèracles entrés en els seus dominis, però l'heroi el va matar quan s'enfrontaven.